# 모현정
모현정(慕賢亭)은 경상북도 고령군 우곡면 도진1길 5-4에 있는 조선시대의 건축물이다. 2012년 8월 1일 고령군의 향토문화유산 제9호로 지정되었다.

## 지정 사유
1803년 죽연종가의 사랑채로 건립되었으나 1868년 문연서원이 훼철되자 후손들과 사림에서 임시로 서원에 모신 5현의 위패를 모시고 향사를 지내는 장소로 사용되었다.
모현정이 1800년대 중반에 중건된 종가, 사당의 건축적 특징이 우수하다.

## 같이 보기
- 문연서원